# Arif Abdullayev
Arif Yadulla oğlu Abdullayev (ur. 28 sierpnia 1968) – azerski zapaśnik walczący w stylu wolnym. Dwukrotny olimpijczyk. Dziesiąty w Atlancie 1996 i dziewiąty w Sydney 2000. Walczył w kategorii 57 – 58 kg.
Mistrz świata w 2003. Brązowy medalista mistrzostw Europy w latach 1995 – 2002 roku.
Brat Namiqa Abdullayeva, zapaśnika, złotego medalisty z Sydney 2000.